# 新建築工芸学院
新建築工芸学院（しんけんちくこうげいがくいん）は、東京市京橋区銀座に1932年に設立された建築・工芸・デザイン等の教育を対象とする綜合的な学校の名称。一時期演劇科も存在していた。

## 歴史
創立者は建築家の川喜田煉七郎（かわきだれんしちろう、1902年-1975年）。本校は、ドイツのバウハウスに範をとった造形・表現教育を行ったことから、「日本のバウハウス」と呼ばれた。本校において川喜田は「構成教育」と称する“建築・工芸・デザインといった個別の分野、あるいはそれらを表現する素材やメディアにとらわれない横断的な教育”を目指した。
日本人として数少ないドイツ・バウハウスの卒業生である水谷武彦、山脇巌・山脇道子夫妻をはじめ、建築家の土浦亀城、画家の橋本徹郎らが講師として参加した。本校の卒業生にはのちに建築以外の分野で著名となった人物が多く、亀倉雄策（グラフィックデザイナー）・勅使河原蒼風（華道家）・桑沢洋子（ファッションデザイナー）・田村茂（写真家）などがいる。1938年（または1939年）に廃校。

## 評価
本校の教育理念・教育手法は、卒業生である桑沢洋子らを通じて桑沢デザイン研究所に引き継がれるなど、戦後の美術・デザイン教育等へも影響を与えているとされる。
川喜田に建築家としての実作品において一般的な知名度のあるものがほとんどなく、また彼は当時の建築界においても異端的・アウトサイダー的な位置付けであったことから、日本近代建築史研究において川喜田が注目されることは少ない。そのような事情もあり、「新建築工芸学院」に関する研究・紹介は、その設立経緯やカリキュラム等を含めて、現在に至るまで十分になされているとは言いがたい。